# Two Brothers and a Girl (film 1915)
Two Brothers and a Girl è un cortometraggio muto del 1915 scritto e diretto da Burton L. King.

## Produzione
Il film fu prodotto dalla Selig Polyscope Company.

## Distribuzione
Distribuito dalla General Film Company, il film - un cortometraggio in una bobina - uscì nelle sale cinematografiche statunitensi il 25 maggio 1915.